# Eye of the Devil
Eye of the Devil és una pel·lícula britànica dirigida per J. Lee Thompson i estrenada l'any 1966.

## Argument
A la Dordonya, la família de llinatge aristocràtic dels Montfaucon és propietària d'una gran explotació vitícola. Però, des de fa generacions, els seus descendents mascles semblen estar perseguits per una terrible maledicció. Moren tots de mort violenta, pel bé del poble. Catherine de Montfaucon intenta dissuadir Philippe, el seu espòs, de perpetuar aquesta destí. La sortida serà fatal, però el seu molt jove fill sembla decidit a mantenir la tradició…

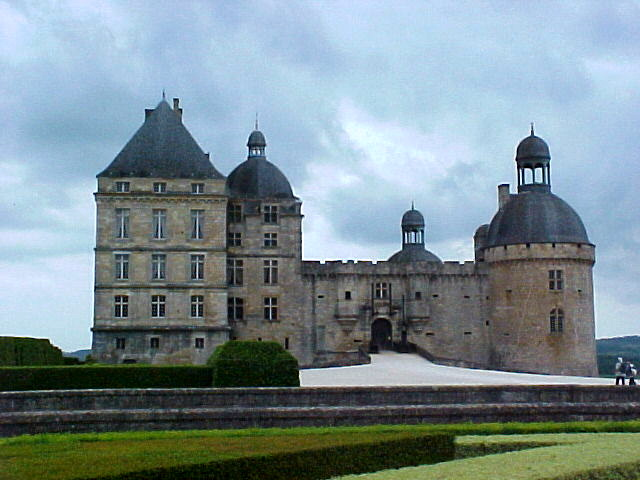
El castell de Hautefort, lloc de rodatge exterior

## Repartiment

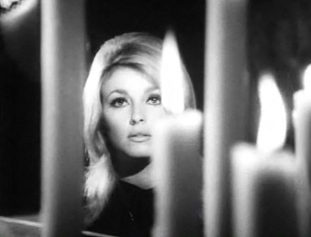
Sharon Tate en el paper de Odile de Caray

- Deborah Kerr: Catherine de Montfaucon
- David Niven: Philippe de Montfaucon
- Donald Pleasence: el pare Dominique
- Edward Mulhare: Jean-Claude Ibert
- Flora Robson: la comtessa Estelle
- Emlyn Williams: Alain de Montfaucon
- Sharon Tate: Odile de Caray
- David Hemmings: Christian de Caray
- John El Mesurier: el metge Monnet
- Suky Appleby: Antoinette
- Donald Bisset: Rennard
- Robert Duncan: Jacques
- Michael Miller: Grandec

## Producció

### Càsting
Kim Novak, que va ser inicialment contractada pel paper de Catherine, ha de renunciar al seu paper, oficialment com a resultat d'una mala caiguda de cavall. Segons David Hemmings tanmateix, va ser acomiadada del rodatge per un violent altercat amb el productor Martin Ransohoff (algunes fonts parlen de gelosia cap a la seva jove companya que hauria mantingut una relació amb Ransohoff). Va ser reemplaçada a començaments de desembre 1965 per Deborah Kerr a instàncies de David Niven.

### Rodatge
El rodatge va començar el 20 de setembre de 1965 al castell de Hautefort (Dordonya) pels exteriors, i als estudis de Elstree (Regne Unit).